# Pteraster stellifer
Pteraster stellifer är en sjöstjärneart som beskrevs av Percy Sladen 1882. Pteraster stellifer ingår i släktet Pteraster och familjen knubbsjöstjärnor.

## Underarter
Arten delas in i följande underarter:
- P. s. stellifer
- P. s. hunteri